# Park Aleksandry w Krakowie
Park Aleksandry – park w Krakowie w dzielnicy Bieżanów-Prokocim, położony w dolinie potoku Bieżanowskiego. Stanowi teren rekreacji i wypoczynku mieszkańców dużych osiedli mieszkaniowych o wysokiej intensywności zabudowy – Nowy Prokocim i Nowy Bieżanów. Po zagospodarowaniu będzie częścią planowanego Parku Rzecznego Drwinki i Serafy z Malinówką.
Składa się z dwóch części: 
- Parku Aleksandry – Południe ograniczonego ulicami: Wielicką, Jerzmanowskiego, Aleksandry i Ćwiklińskiej[3],
- Parku Aleksandry – Północ ograniczonego ulicami: Ćwiklińskiej, Jerzmanowskiego, Bieżanowską, Młodzieży i Telimeny[2].

Zarząd Zieleni Miejskiej w Krakowie oraz Politechnika Krakowska ogłosiły 2 sierpnia 2017 konkurs urbanistyczno-architektoniczny na opracowanie koncepcji zagospodarowania północnej części Parku Rzecznego Aleksandry w Krakowie.

## Galeria

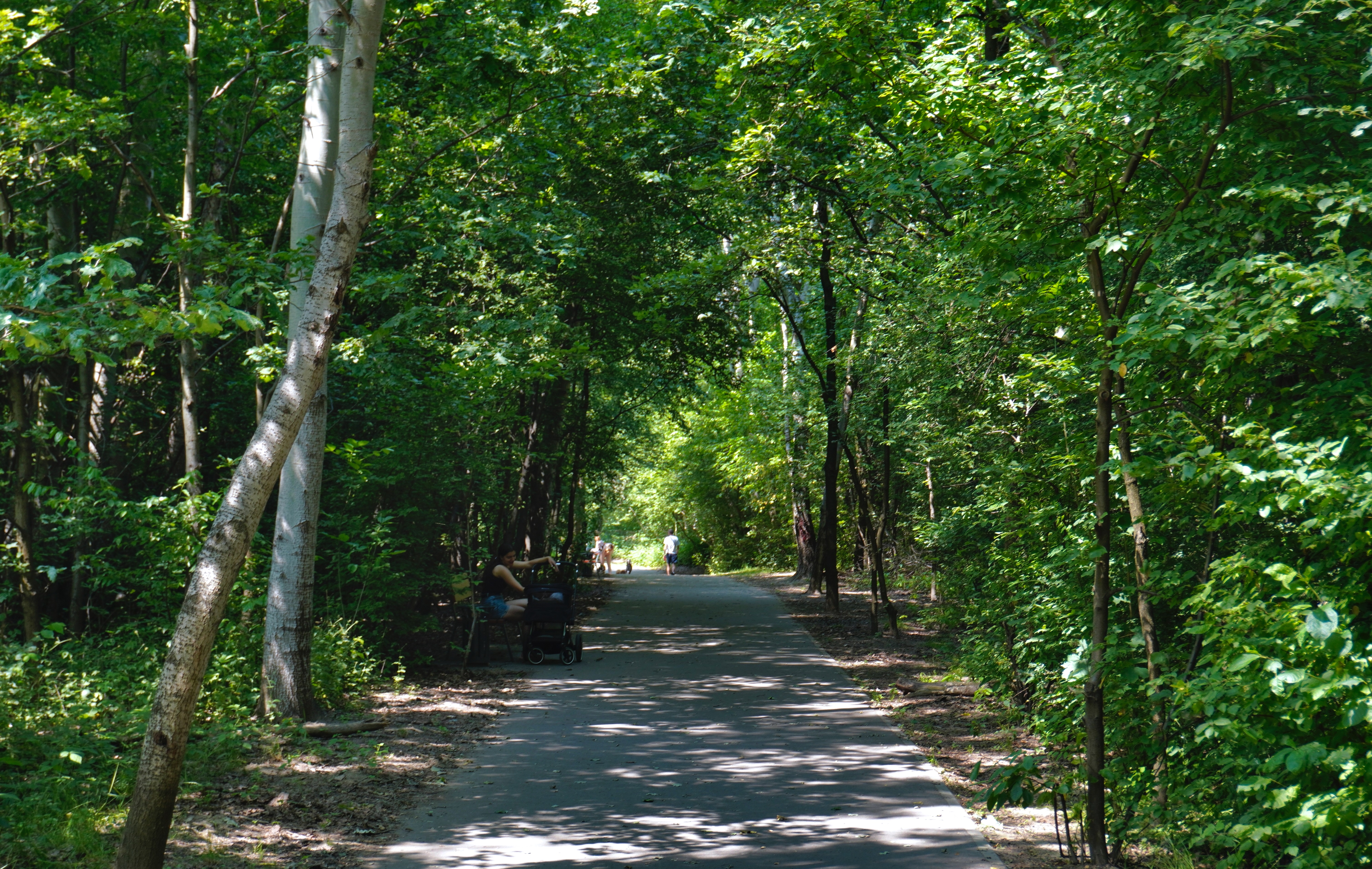
Aleja w parku